# Platypalpus optivus
Platypalpus optivus är en tvåvingeart som först beskrevs av Collin 1926.  Platypalpus optivus ingår i släktet Platypalpus och familjen puckeldansflugor. Arten har ej påträffats i Sverige. Inga underarter finns listade i Catalogue of Life.